# إيفلين غليك
إيفيلن غرولمان غليك (ديسيمبر1910 - 14اكتوبر 1998) لاعبة غولف أمريكية وفاعلة خير، وواحدة من أبرز لاعبات الغولف الاربيعينات والخمسينات والستينات من القرن العشرين.

## حياتها
ولدت إيفلين جليك في ليوناردتاون بولاية ماريلاند، وهي ابنة سيمون جرولمان وبيسي فلورا كارب جرولمان. تخرجت من المدرسة الثانوية الغربية في بالتيمور ومن جامعة توسون، عملت كمعلمة في المدارس الابتدائية في منطقة بالتيمور. في عام 1931 تزوجت من موريس غليك وهو محامي ووكيل عقارات.
لم تمارس جليك رياضة الجولف حتى عام 1940، وبدأت تلعب بانتظام في نادي وودهولمي الريفي، الذي أسسه المجتمع اليهودي في أوروبا الشرقية في بالتيمور عام 1927. في العام التالي كانت بطلة نادي وودهولمي النسائي، وفازت بالعديد من البطولات في شرق الولايات المتحدة (ومرتين في كوبا) أطلق عليها لقب «جامعة الألقاب». لم تنل جليك شهرة بسبب طول المسافة التي تصل إليها الكرات التي تضربها والتي لم تكن تتجاوز 210 ياردة بل بسبب دقة الضربات في المباريات القصيرة، لعبت مع العديد من أساطير الجولف منهم بابي ديدريكسون التي قادت ذات مرة 15 حفرة خلال مباراة استعراضية. تقاعدت جليك من لعبة الجولف عام 1968، لكنها استأنفت اللعب عام 1977 وواصلت اللعب حتى إصابتها بجلطة دماغية عام 1997.
أصبحت جليك عضوا في قاعة مشاهير ولاية ماريلاند الرياضية في عام 1977، وقاعة مشاهير اتحاد الجولف الأطلسي الأوسط في عام 1992، وقاعة مشاهير ماريلاند للجولف في عام 2021.
في آخر أيام حياتها تبرعت هي ووكيلها العقاري بالملايين، بما في ذلك إنشاء عدد من المنح المالية الممنوحة في المجالات الطبية تكريماً لوالديها وإخوتها ونفسها وهم: والدها الأستاذ سيمون ووالدتها بيسي غرولمان وشقيقها الدكتور آرون آي. منحة جرولمان لزيارة كلية الطب بجامعة ميريلاند، منحة إيفلين جرولمان جليك في العلوم الصيدلانية في كلية الصيدلة بجامعة ميريلاند، ومنحة إيفلين جرولمان جليك للطب التجريبي بجامعة ستوني بروك.

## وفاتها
توفيت إيفلين غليك بنوبة قلبية في 14 أكتوبر 1998 في مستشفى جونز هوبكنز.